# El Lindero, Doctor Mora
El Lindero är en ort i Mexiko.   Den ligger i kommunen Doctor Mora och delstaten Guanajuato, i den centrala delen av landet, 220 km nordväst om huvudstaden Mexico City. El Lindero ligger 2 127 meter över havet och antalet invånare är 419.
Terrängen runt El Lindero är platt åt nordväst, men åt sydost är den kuperad. Terrängen runt El Lindero sluttar västerut. Runt El Lindero är det ganska glesbefolkat, med 36 invånare per kvadratkilometer. Närmaste större samhälle är San José Iturbide, 12,8 km sydväst om El Lindero. Trakten runt El Lindero består i huvudsak av gräsmarker.